# Trans Europe Air
Trans Europe Air était une compagnie aérienne régionale française basée sur l'aéroport de Paris Orly effectuant du transport à la demande et des liaisons aériennes régulières au départ de l'aéroport de Dinard, de l'aéroport de Paris Le Bourget et de celui d'Agen. 

## Histoire
La compagnie Trans Europe Air (TEA) était créée le 1er mars 1977 mais a commencé ses activités aériennes le 1er juin 1977. 
Elle effectuait du transport de marchandises en Douglas DC-3 vers l'Europe, le Proche-Orient et l'Afrique du Nord. L'activité avion-taxi se faisait avec son bimoteur, un Beechcraft Baron.
Elle a effectué des vols réguliers au départ de l'aéroport d'Agen vers Bordeaux et Toulouse à l'aide de son Beechcraft.
Son siège commercial se trouvait à Paris mais la direction technique se trouvait sur l'aéroport de Paris-Orly.
Elle reprenait l'activité de la compagnie aérienne Bretonne, Bretagne Air Services à la suite de son dépôt de bilan le 28 avril 1981. Elle reprenait les lignes exploitées par cette dernière à savoir Dinard-Jersey-Guernesey et Paris-Jersey-Guernesey. Elle installait alors un bureau sur la plateforme de Dinard le 01 juin 1981.
Elle changeait de siège social pour l'établir à Arnouville-lès-Gonnesse dans le Val d'Oise près de l'aéroport de Roissy.
TEA avait pour objectif de l'achat d'un avion long courrier cargo et d'un Fokker 27.
Mise en règlement judiciaire le 19 août 1981, elle cessait son activité à la fin de la même année.

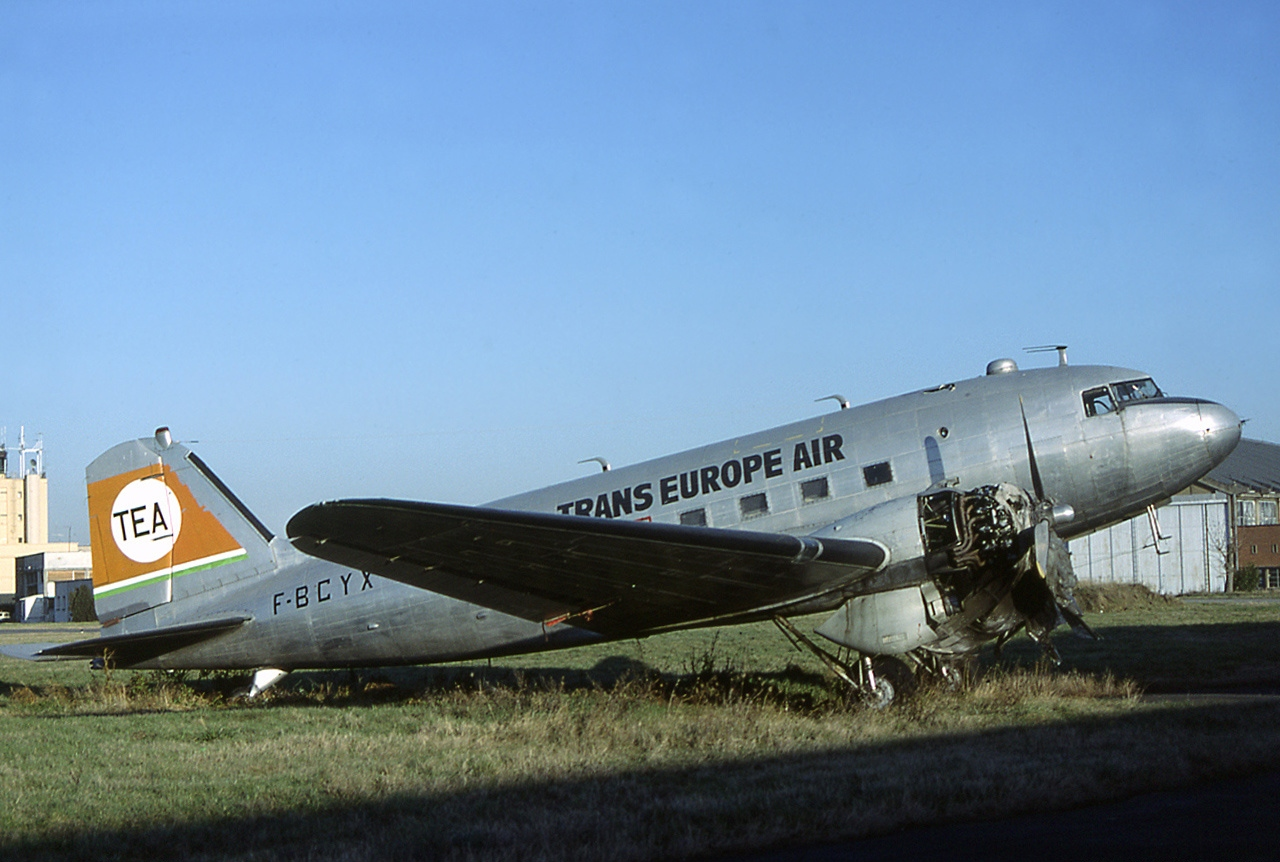
Douglas de TEA Trans Europe Air à Toulouse en 1983

## Le réseau
- Agen - Bordeaux
- Agen - Toulouse
- Dinard - Jersey
- Dinard - Guernesey
- Paris Le Bourget - Jersey
- Paris Le Bourget - Guernesey

## Flotte
La compagnie a eu en flotte:
- Douglas DC-3 immatriculé F-BCYX[5].
- Beechcraft Baron immatriculé F-BMCT de couleur noir[6].